# Monastères de la région de Gaza
La région de Gaza voit fleurir, à partir du milieu du IVe s., des sites monastiques chrétiens qui sont relativement bien documentés par la littérature de l'époque aussi bien que par l'investigation archéologique contemporaine. La présente page dresse le tableau de ces sources.
Durant les années 1990, deux ensembles monastiques, avec de riches mosaïques au sol, ont été découverts dans la Bande de Gaza. Alors que l'École biblique fouillait à Mukhaytim près de Jabalia à l'époque des accords d'Oslo, le Département des Antiquités de Palestine entreprenait des fouilles sur le site de Tell Umm 'Amr, près du camp de réfugiés d'al-Nuseirat. Ces deux sites (ci-après 1 et 2) s'étendent sur plusieurs dizaines de mètres carrés et pourraient devenir, en temps de paix, des lieux de visite touristique importants pour la Bande de Gaza.

## Monastère d'Hilarion
La Vie d'Hilarion de saint Jérôme, écrite à Bethléem en 391, présente ce natif de Thabatha près de Gaza comme le premier ermite palestinien, à l'image de saint Antoine en Égypte, dont la biographie par saint Athanase a incontestablement inspiré celle d'Hilarion. Jérôme prétend ainsi qu'il aurait vécu auprès du père des moines avant de se retirer, vers 340, près de son village, entre la côte et les marais. Là il vécut vingt-deux ans dans la solitude avant d'attirer à lui des disciples. Mais, dérangé dans sa solitude, il termina sa vie en l'île de Chypre, d'où son corps fut ramené par ses disciples pour être enseveli dans son monastère.
Jérôme précise que le monastère est à 7 miles de Maiouma (Vie de saint Hilarion, 3; PL 23, col. 30), soit 10,5 km. du site d'el-Minê où subsistent les restes d'une synagogue, tandis que son village natal est à 5 miles de Gaza. Un autre témoignage, celui de l'historien Sozomène (qui est originaire de la région de Gaza), dit qu'il y avait 20 stades (près de 4 km.) entre ce site et Thabatha, son village natal (Histoire ecclésiastique, III 14, 23). Ces données ne sont pas faciles à concilier.
Le 23 octobre 2003 une mission conjointe franco-palestinienne a découvert une inscription à  Umm 'Amr, identifiant une chapelle funéraire comme celle d'Hilarion. Le site est situé à 9,8 km. d'el-Minê, au sud du waddi ghazzâ, à 300 m. de la côte.
Le "(lieu) d'Hilarion" est indiqué sur la carte de Madaba.
Les mosaïques découvertes à Umm 'Amr sont parmi les plus impressionnantes de la Cisjordanie, comparables à celles du monastère de Martyrios à Ma'aleh Adumim.

## Monastère de Bethéléa
L'historien Sozomène est originaire de ce village. Il livre un détail utile pour l'identification du site découvert récemment juste à l'extérieur du camp de Jabalia, non loin de Bêt Laḥiyê, le village arabe qui conserve le toponyme ancien.
“Avant son installation à Chypre, (Épiphane de Salamine, avant 365) séjourna encore quelque temps en Palestine sous le présent règne (Théodose ?), à une époque où s’illustraient dans les monastères de cette contrée les frères Salamanès, Phouskôn, Malachiôn, et Krispiôn. Ils pratiquaient la philosophie du côté de Bethéléa, village du nome de Gaza dont ils étaient parmi les notables. Ils avaient reçu cette philosophie d’Hilarion.” (Histoire ecclésiastique, VI 32, 5-6)
Les ailes latérales de l'église sont datées de 496-497, sous un évêque Zénobe. L'inscription de la nef centrale mentionne la date 732 sous un évêque Serge. Il s'agit donc d'une réfection. Dans les pièces nord, des inscriptions comportent les dates de 528, 529-530 et 548-549; elles parlent d'un évêque Marcien (sans doute le second de ce nom) et comportent également une indication sur l'origine des artisans, qui viennent d'Ascalon. Le bestiaire de ces mosaïques est remarquable.
Un cimetière romano-byzantin adjacent à ce monastère a également été découvert et fouillé.
Comme celles de Umm 'Amr, les mosaïques de Jabaliyê sont tout à fait splendides.

## Monastère de Silvain
Les Apophtegmes expliquent que Silvain, un Palestinien, était à Scété à la tête d'un groupe de 12 moines qui ont dû fuir au Sinaï en 380, à la suite d'incursions barbares. Ils se retirèrent ensuite  dans la région de Gaza, où il “avait rassemblé une très grande et très illustre communauté d’hommes très bons” ἐν Γεράροις ἐν χειμάρρῳ, “aux Guérars dans un wadi (torrent)”. Un apophtegme édité par Nau (PO 8, p. 178) montre dans Silvain un père spirituel allant visiter les solitaires dispersés dans des ermitages autour de son village (πλησίον τῆς ϰώμης), près du fleuve (παρὰ τὸν πόταμον).
Plusieurs sites, un peu en dehors de la Bande de Gaza, pourraient correspondre au mot "Guérar(s)". Le plus probable est Umm Jarrar (Ĥorvat Gerarit) dans la waddi Ghazzâ (Na'hal Bésor) à 10 km. au sud-est de Gaza-ville, le "torrent" du texte cité correspondant assez bien aux falaises qui se sont formées dans le waddi à cet endroit. Le site comprend les restes d'un village et, 500 m. à l'est, les restes d'une petite église que Guérin déjà, en 1869, identifiait au site central de la communauté monastique de Silvain, organisée sur le modèle d'une laure égyptienne (cellules dispersées et non pas groupées autour des bâtiments centraux).
L'inscription de l'église publiée par Di Segni parle d'un évêque Misael (de Gaza ?) de 598-599, sans doute le même qui est mentionné dans une inscription de Kissufim en 576 et 578.
Un autre site possible pour le monastère (au vu des sources littéraires) est le Gerar dont parle le livre de la Genèse, identifié à Tell Abu Ĥureira (hébraïsé Tel Ĥaror, coord. 112/087), dans la province indépendante de Gaza appelée Saltus Gerariticus. Le monastère de Silvain se serait alors trouvé dans un village de cette région, et le fleuve dont il est question dans Sozomène et l’apophtegme serait le wadi Jerar.

## Monastère de Zénon
Jean Rufus, auteur des Plérophories et biographe de Pierre l'Ibère, dit de Zénon qu’il était disciple de Silvain (Vie de Pierre, p. 47) et qu'il mourut en 450 (un an avant le concile de Chalcédoine). L’identité de Zénon ne fait pas de doute, étant donné que les Apophtegmes des pères du désert ont conservé de lui plusieurs sentences où il apparaît aussi comme un disciple de Silvain. Quant à Pierre l'Ibère, son biographe raconte qu'avant de devenir évêque de Maioumas, il demeura quelque temps dans un monastère situé entre Maioumas et Gaza (voir ci-après) et qu'il se rendait de là fréquemment à un certain village Kephar Se‘artâ situé à quinze miles de Gaza pour y rencontrer son "directeur de conscience", un pieux anachorète appelé Zénon.
Clermont-Ganneau avait relevé deux sites près de Gaza portant le nom de "village de l'orge" (kfar se‘artâ), l'un au nord à 18 km., l'autre au sud à 10 km. Le premier correspond mieux à l'indication de la distance et c'est pourquoi il soutenait cette identification, mais l'enquête archéologique, avec ses nombreux restes épars et, curieusement, un tamaris centenaire, privilégie le second, Khirbet Se‘arta (dont les Israéliens ont fait ḫorvat se‘orâ). De plus ce site se trouve à moins de 2 km. du précédent, donc près de celui de son père spirituel.

## Monastère d'Abba Isaïe
Le monastère d'Isaïe de Gaza, également un moine originaire d'Égypte, se trouvait, selon la Vie de Pierre l'Ibère, à "Beth Dalthâ" à 4 miles de “Magdal Tûtâ” (= Thauatha, voir Umm et-Tut ci-dessous 8), ce qui convient assez bien (selon la proposition de Clermont-Ganneau) à un toponyme enregistré par Guérin sous la forme Khirbet ed-Damita, près de la tombe de Sheikh Mughazi, sur la route de Gaza peu après Deir Balaḥ. Isaïe ayant séjourné près de cinquante ans dans son monastère, celui-ci aurait été fondé vers 440.
Schumacher écrit à propos de cet endroit: “Taking still a northern direction along the cultivated plain, we soon pass the dry but wide Wâdy es Sleka, and arrive at 8.40 at the Shejarat el Maghazâ, situate on the Khurbet ed Dmeita. The Shejarat is the finest sidri tree I ever came across […]. It shades the well-attended tomb of Sheikh el Maghazâ. Khurbet ed Dmeita is a very extensive ruin”, sans doute aujourd'hui disparue sous l'asphalte ou le béton.

## Monastère de Pierre l'Ibère
Pierre l'Ibère venant de Jérusalem avec son ami Jean rejoignit un petit monastère d'ermites "entre Maïouma et Gaza", vers 440. Il fut dès lors, jusqu'en 451, en contact avec Zénon (voir ci-dessus). À sa mort en 491, un moine de son monastère, Théodore d'Ascalon, ramena son corps et l'ensevelit dans l'église. L'année suivante, en 492, le monastère fut transformé en un cénobion, ce qui reflète un processus de transition de l'érémitisme au cénobitisme qui est caractéristique du monachisme gaziote de cette époque.
Guérin proposait d'identifier l'endroit indiqué dans la Vie de Pierre l'Ibère à un site à 3 km. au N.-O. de Gaza, la tombe de Sheikh Radwân, dont les murs, sur le sommet d'une colline, sont bâtis avec des pierres et du marbre anciens, et qui était entouré, au XIXe s., de vieux arbres, derniers vestiges, pensait-il, du jardin du monastère.
Un autre lieu d'origine byzantine existe "entre Gaza et Maiouma". L'archéologue palestinien Moain Sadek rapporte la construction, dans les années 1990, d’un immeuble rue al-Fawayda sur le lieu duquel une mosaïque et des restes byzantins ont été aperçus.
En réalité, les monastères de Sévère et de Dorothée (ci-après 7 et 9) sont également localisés par les sources littéraires "entre Gaza et Maiouma", et rien ne permet de préciser lesquels correspondent à ces deux sites, dont l'origine monastique n'est d'ailleurs pas non plus certaine.

## Monastère de Sévère
Sévère d'Antioche, d'après sa Vie par Zacharie le Scholastique, est un disciple de Pierre l'Ibère. Après avoir reçu un héritage, vers 500, il acquiert un monastère, qu'il agrandit. Plusieurs sources différentes parlent de ce monastère, qui a existé au moins jusqu'au VIIe siècle. Il se situait “dans le voisinage du monastère de ses Pères, près de Maïouma de Gaza”.

## Monastère de Séridos
Sous Justin Ier (518-527), un monastère au sud du Waddi Ghazzê est mis sous le nom de Séridos, mais il n'est pas certain qu'il soit différent de celui d'Hilarion (ci-devant 1). Autour du cénobion se trouvaient des cellules d'ermites, parmi lesquelles celles de Barsanuphe et de Jean l'Ancien. La cellule de Barsanuphe a gardé une aura sacrée après sa mort, selon une histoire racontée par l'historien Évagre. C'est aussi là que Dorothée de Gaza est devenu moine avant de fonder son propre monastère (ci-après 9).
Le monastère de Séridos se trouvait au sud du waddi Ghazzê et près de (ou même à) Thabatha (εἰς θαυαθά), selon la notice d'un manuscrit rapportant les dits de Dorothée de Gaza, disciple d'abba Séridos.
Outre le site de Umm 'Amr (ci-dessus 1), on distingue, dans les dunes au sud de l'embouchure du Waddi Ghazzê:
- Umm et-Tût (ou Sheikh Shoubâni), un toponyme enregistré par Musil en 1898, situé à une dizaine de km. de Gaza; le nom, comme le remarquait Abel, rappelle celui de Thabatha (ou Thauwatha), mais le site ne contient apparemment pas de restes archéologiques.
- Tell en-Nuqed (autres appellations enregistrées: tell en-Neqeiz, tell Nujeid, tell es-Sannan), un peu à l'est du site précédent; une statue de Zeus-Sérapis a été retrouvée à cet endroit au XIXe s. et transportée à Constantinople[22]; c'est donc un site prometteur (le village de Thabatha ?).
- Deir el-Balaḥ, ville palestininenne à 15 km environ de Gaza, avec une mosquée bâtie probablement sur les restes d'une église byzantine. Guérin qui visita le site en 1863 opte pour l'identification du monastère d'Hilarion avec Deir Balaḥ, qui se trouve en effet à un peu plus de "20 stades" de "Thabatha" (Umm et-Tût). Mais on pourrait tout autant penser à celui de Séridos, puisque celui d'Hilarion est maintenant identifié avec certitude.

Le village de Thauatha est également indiqué sur la carte de Madaba; il est devenu au plus tard en 431 le siège d'un évêché. Au concile d'Éphèse en effet, un certain Isaac signe comme "episcopus civitatis Tauatensium". Le village natal d'Hilarion a donc pris aux Ve et VIe siècles une importance non moins considérable que son monastère. Celui-ci est resté un lieu de pèlerinage au moins jusqu'au VIIIe s., d'après le site récemment découvert. Par contre, comme le monastère de Séridos n'est plus indiqué dans les sources après le VIe s., on peut penser, jusqu'à preuve du contraire, qu'il est identique à celui d'Hilarion.

## Monastère de Dorothée
Le Pré spirituel de Jean Moschus dit que le monastère de Dorothée de Gaza était près de Gaza et Maiouma (§ 166), ce qui permet de suggérer une identification possible (voir ci-dessus 6).